# 日本けん玉協会
公益社団法人日本けん玉協会（こうえきしゃだんほうじんにほんけんだまきょうかい、JKA：Japan Kendama Association）は、けん玉の普及・伝承活動を行う組織。級段位の制定および段位登録、けん玉道大会の開催などを行う。

## 概要
『タロ・ジロは生きていた』で知られる児童文学作家の藤原一生が1975年5月5日に設立。郷土玩具としての要素が強かったけん玉を、競技性を持ち合わせた伝統文化としての普及を目指す。
　けん玉の基本理念を「けん玉道」と称し、初代会長藤原一生の唱えた「あせらず あわてず あきらめず」の精神を重んじる。
　ふちやすべり止めを丸く欠けにくくし、皿胴に糸穴を設けることで利き手に応じて糸を自由に付け替えられるよう加工した競技用けん玉を発明し、これを主として扱う。
　2002年にNPO法人になり、2012年に一般社団法人へ組織変更。2014年に公益社団法人として認定される。

## 活動内容
- けん玉の作法の設定や伝承、普及活動を行う
- けん玉道の段位登録および認定証の発行
- 国内でのけん玉道の大会を主催する
- 大会審判や級段位の審査員を認定・登録する
- 全国を11のブロックに分け、各ブロックを通して協議会や段位登録情報を集約する
- 競技用けん玉の認定シールの発行

## 沿革
| 年   | できごと |
| ---- | --- |
| 1975 | 日本けん玉協会設立、協会本部を東京都田無市（現 西東京市）に置く 藤原一生、初代会長に就任                          |
| 1977 | 日本けん玉協会の略称を「NKK」に                                                                                   |
| 1978 | 第1回もしかめ記録挑戦会開催 けん玉道級段位認定表制定                                                              |
| 1979 | 第1回けん玉道選手権大会開催                                                                                       |
| 1982 | けん玉の実用新案登録（第1427755号）                                                                               |
| 1984 | 第1回認定ライセンス講習会開催                                                                                     |
| 1985 | 第1回日本けん玉協会杯（JKAカップ）争奪戦杯                                                                        |
| 1990 | 第1回文部大臣杯（現 文部科学大臣杯）全日本少年少女けん玉道選手権大会開催                                          |
| 1991 | 日本けん玉協会の略称を「JKA」に                                                                                   |
| 1994 | 初代会長藤原一生逝去 野村金次郎（副会長）が第2代会長に就任                                                        |
| 1995 | 金井芳生（相談役）が第3代会長に就任                                                                               |
| 2001 | 協会事務局を東京都千代田区三崎町に移転 「もしかめ記録挑戦会」から「全日本けん玉道もしかめ選手権大会」に名称変更   |
| 2002 | 内閣府より特定非営利活動法人（NPO）の認証を受ける 認定けん玉が新タイプとなる                                      |
| 2003 | 第1回全日本クラス別けん玉道選手権大会開催 第1回けん玉ペインティングコンテスト開催 けん玉の意匠登録（第1193238号） |
| 2005 | 第1回全日本けん玉道パフォーマンス大会開催 けん玉の特許取得（第3641440号）                                         |
| 2007 | 級位・段位認定表を現在のものに改定                                                                                |
| 2008 | 第1回全日本マスターズけん玉道選手権大会開催                                                                       |
| 2009 | 丸石照機（専務理事）が第4第会長に就任 協会本部を東京都千代田区神田神保町に移転                                    |
| 2010 | 第1回全日本チームチャンピオンショップ開催 第1回普及員講師養成講習会開催（大阪にて）                               |
| 2012 | 1月に一般社団法人に組織変更                                                                                       |
| 2014 | 3月に公益社団法人に組織変更 松永義希（副会長）が第5代会長に就任                                                   |
| 2017 | 認定シールを現在のデザインにリニューアル                                                                          |
| 2020 | オンラインけん玉認定試験を導入                                                                                    |
| 2024 | 全日本少年少女けん玉道選手権大会のルールを変更                                                                    |
| 2025 | 山木弘行（理事長）が第6第会長に就任                                                                               |

## 会員の資格や特典
会員期間を1年ごとの更新制とし、少年部（中学生以下）成人部（高校生以上）に分ける。また入会特典として以下のものがある。
- 会員証の発行
- 協会の機関誌『けん玉通信』の郵送
- 各種協議会・認定会・講習会への参加資格
- 段位（初段以上）の登録資格（現在では一般でも登録可能だが、その場合登録価格が非常に高額になる）
- 段位認定証（A3サイズ・筒入り）の郵送
- 協会ネットショップにおける認定けん玉やグッズの優待価格での購入

## 認定けん玉
日本けん玉協会が公認した競技用けん玉（16-2型）のこと。「競技用けん玉」とも呼ばれる。
全長18cm（けん16cm）×皿胴幅7cm×玉直径6cm （販売者よって表記が異なる場合があるがこのサイズに統一される）
規格が統一されており、紐の取り付け方・皿のふちやすべり止めの丸み・すべり角が同じ仕様になっている。
けん玉道の段位審査（初段以上）の受験、日本けん玉協会の主催する大会への出場の際は、この認定けん玉の使用が義務付けられている。
再加工が禁止されており、購入後に塗装を加えたり削ったりしてはならない。なお糸の長さの調整、サインを書き込む程度であればこの限りではない。

### 現在販売されている認定けん玉
認定けん玉の制定以来、新規参入・撤退が複数あり、2023年の時点で製造販売されているブランドは4つとなっている。
また認定シールのデザインは2017年にリニューアルされており、「認定品」の表記とラメが入る仕様に変更されている。
| ブランド名    | 製造会社                                  | 認定年 | 認定シールの色 | 備考 |
| ------------- | ----------------------------------------- | ------ | -------------- | --- |
| 大空          | (有)山形工房                              | 2008   | オレンジ       | けん玉専門業者である山形工房が製作する認定けん玉唯一の純国産品。木材は、けんがブナで玉がサクラ。現在はけんにブランドロゴが刻印されている。認定品に限らず多数のモデルを揃えており、国内一のシェアを有する。 |
| こだま        | (株)池田工業社                            | 2017   | 白             | 奈良県の玩具会社が製作。木材はブナ。スタンダードの赤色に加え、玉にラバー塗装を施した「TYPE-G」モデルを6色展開。                                                                                            |
| STARS         | (株)幻冬舎                                | 2017   | ピンク         | 出版社として知られる幻冬舎が、エデュケーション事業として2017年8月11日に発売。木材はブナ。赤・青・ピンク・緑の4色を展開。推奨品として幼児用の小型のけん玉も販売する。                                       |
| けん玉名人 匠 | 製造：(株)カシマヤ製作所 販売：(株)オンダ | 2017   | 青             | 東京都のキッズ用スポーツ用品メーカーが製作。認定シールのリニューアルに伴い「けん玉名人 極」から改称。木材はカバノキ。赤・青・ピンクの3色を展開。                                                           |

### 現在は生産終了となっている認定けん玉
認定品から撤退または会社の消滅により現在は製造されていないが、段位審査や競技会においては使用することができる。
| ブランド名 | 製造会社                           | 認定年 | 認定シールの色 | 備考 |
| ---------- | ---------------------------------- | ------ | -------------- | --- |
| 新富士     | (株)博進社                         | 2001   | 黒             | 神奈川県の木製玩具会社が製造。主要な商品の木材は、けんがブナで玉がサクラ。2016年3月31日を以って競技用けん玉から撤退。現在は『みんなのけん玉富士』を販売。 |
| 新さくら   | ミルキーウェイ →(株)アートヨシイ   | 2001   | 紫             | 2003年にミルキーウェイからアートヨシイに社名変更 |
| TK16master | タミワ玩具(株) →(有)エイチアルファ | 2001   | 緑             | 21世紀の新規格として現在の競技用けん玉の基盤を築いた。木材はカバノキ。2016年に生産終了するも、2017年7月に『TK16 ORIGINAL』(非認定品)として国産で復刻。    |
| 夢元       | (株)イワタ木工                     | 2005   | 水色           | けん玉発祥の地である広島県廿日市市の趣木ブランド。木材はブナ。日本けん玉協会との意見の食い違いから2009年に生産終了。現在は『夢元無双』を製造する。        |
| YUMU       |                                    | 2017   | ターコイズ     | 台湾を拠点とするチームブランド。木材はブナ。2008年設立。グラデーションカラーのモデルを複数有する。                                                        |

### 備考
- 認定品とは別に「推奨品」が定められており、こちらは10級～準初段の検定において使用することができる
- 「さくら」「富士」については旧規格のため認定品から外れており、認定シールが貼ってあっても段位審査や競技会での使用は認められない
- 初代会長の藤原一生が大手企業のマクドナルドと一緒に作成した「マックボウル」（プラスチック・樹脂製）にも日本けん玉協会の刻印がなされており、公認のものであったと言われている。なお、この取組みにより一時期においてけん玉が爆発的に普及した（昭和58年前後）

## 日本けん玉協会が主催するけん玉道大会
日本けん玉協会が主催するけん玉道日本一を決めるタイトル戦は以下のとおりである。

### 全日本少年少女けん玉道選手権大会（文部科学大臣杯）
小学生の男女日本一を決めるトーナメント制の大会
けん玉道として最初に開かれた全国大会で、日本けん玉協会において最も主要な大会とされる。スポーツ庁の後援を得ることから別名「文部科学大臣杯」と呼ばれる。
毎年8月に開催。出場資格は小学生のみ。会場は東京の池袋サンシャインシティ噴水広場。
１対１のトーナメント戦で、男子の部と女子の部（各16名）に分かれて行う。全国を14地区に分けて予選を行い男女16名ずつ代表を決定、東京の会場にて日本一を決定する。
ルール
（2回制4戦技3本先取勝ち / 決勝のみ2回制6戦技4本先取勝ち）
- 技を交互に行い、「片方のみが成功されば成功者に1本」という形式で試合を行う。
- 交互に1種目最大2回まで試技を行う。先攻・後攻は１種目ごとに入れ替わる。
- 選技は先攻が10種目の中からくじを引き決定する。
- 2本先取した時点で勝利となる（決勝のみ3本先取）
- 選技は最大4回までとする（決勝のみ6回まで）
- 最終選技終わって同点の場合、文部タイム競技2024で最後の１本を決める。

※2024年に「3回制4戦技2本先取勝ち / 決勝のみ3回制6戦技3本先取勝ち」からルール変更。タイム競技は「最終選技終了を待たず1対1になった時点（決勝は2対2になった時点）」でも行われていた。この変更は他の競技会の対戦ルールでも基準とされる。
【選技】
①うぐいすの谷渡り　②うらふりけん～宇宙一周　③つるしとめけん～地球まわし　④けん先おもてうらすべり　⑤すべり止め極意　⑥灯台～けん　⑦二回転灯台　⑧一回転飛行機～灯立　⑨ふりけん＜もちかえて＞はねけん　⑩灯台とんぼ返り
【文部タイム競技2024】
①とめけん　②ヨーロッパ一周　③地球まわし　④つるしとめけん　⑤はねけん　⑥一回転飛行機　⑦さか落とし
※これらを順序通りすべて成功させるまでのタイムを競う。試技は失敗してもその技からやり直してよい。
※2024年に「タイム競技2015」からルール変更。4番目は「うぐいす～けん」だったが、「うぐいすの直後に一瞬静止しなければならない」という判定が困難なため改訂された。

### 全日本けん玉道選手権大会
中学生以上が非常に高難度な技を競うトーナメント制の大会
けん玉道三大タイトルの一つ。
毎年5月に開催。出場資格は中学生以上で、二段以上の者。会員登録の有無は問わない。開催地は変動。
ルール
- 予選を総合得点制で行う。12種目各2回制の24点満点。シードを含む32名を選出する。
- 決勝をトーナメント制で行う。2回制4戦技3本先取勝ち（決勝のみ2回制6戦技4本先取勝ち）で行う。
- 最終選技終わって同点の場合、全日本タイム競技2015で最後の１本を決める。

【選技】
①二回転飛行機　②つるし一回転飛行機～はねけん　③回転うぐいすの谷渡り　④うずしおろうそく　⑤一回転すくいけん　⑥ふりけん～一回転フリップ地球回し　⑦二回転灯台～一回転さか落とし　⑧宇宙遊泳　⑨極意わたり　⑩円月殺法＜空中もちかえ＞一回転灯台　⑪ろうそく金魚すくい（非空中技）　⑫円月殺法～前ふりすべり止め極意（空中技）
【全日本タイム競技2015】
①ろうそく返し　②前ふりうぐいす　③ヨーロッパ一周～地球回し　④円月殺法　⑤宇宙遊泳　⑥つるし一回転飛行機～さか落とし
※これらを順序通りすべて成功させるまでのタイムを競う。試技は失敗してもその技からやり直してよい。

### 日本けん玉協会杯争奪戦（JKA杯争奪戦）
中学生以上が技の精密性を競う総合得点制の大会
けん玉道三大タイトルの一つ。
技を正確に行うことを目的とした大会。1人の選手につき1人の審判がつき、非常に厳正な成功判定を行う。
毎年1月または2月に開催。出場資格は中学生以上で、初段以上の者。会員登録の有無は問わない。開催地は東京と大阪を年ごとに入れ替える。
ルール
- 予選を総合得点制で行う。20種目各1回制の20点満点。上位15名の決勝進出者を選出する。
- 予選の敗者復活戦を行う。予選10点以上獲得者に限定し、20種目から技を抽選してサドンデスを行う。決勝進出者追加5名を選出する。
- 決勝を総合得点制で行う。20種目各5回制の50点満点。ただし各種目3回の前半と2回の後半に分ける。

【選技】
①すべり止め極意　②ろうそく～ふりけん（古都一周）　③うらふりけん～うら地球まわし　④さか落とし～はねけん　⑤一回転飛行機～灯立　⑥フラミンゴ宇宙一周　⑦円月殺法　⑧フリップ灯台～とんぼ返り　⑨うぐいすの谷渡り　⑩逆天地二段　⑪ろうそく持ち～うらふりけん　⑫つるし一回転飛行機～はやて中皿　⑬さるのこしかけ～けん　⑭掛け軸返しとめけん　⑮二回転灯台　⑯宇宙遊泳返し　⑰胡蝶の舞　⑱ろうそく返し　⑲一回転月面着陸　⑳大皿～回転落としけん

### 全日本けん玉道もしかめ選手権大会
もしかめの耐久時間を競う大会
けん玉道三大タイトルの一つ。
毎年10～11月に開催。出場資格は問わず、年代別に部門を分ける。会場は全国二十数ヶ所に分け、各地の記録を集計して部門別に日本一を決定する。一般部門の最大競技時間は8時間で、現在では毎年8時間達成者が生まれている。
| 部門                         | 優勝最低条件（タイム） | 最長競技時間 |
| ---------------------------- | ---------------------- | ------------ |
| 幼児部門（未就学児）         | なし                   | 15分         |
| 小学生低学年部門（１～３年） | 30分                   | ４時間       |
| 小学生高学年部門（４～６年） | １時間                 | ４時間       |
| 一般部門Ａ（中学生～20代）   | ２時間                 | ８時間       |
| 一般部門Ｂ（30代～40代）     | ２時間                 | ８時間       |
| 一般部門Ｃ（50代～60代）     | １時間                 | ８時間       |
| シニア部門（60代以上）       | 10分                   | ４時間       |

ルール（小学生・一般・シニア部門）
- もしかめを休むことなくやり続け、一度でも落とした時点で終了とする。継続時間が記録となる。
- もしかめは1分間に135回以上（200回を88.8秒以内）のペースで行う。
- 複数人が最長競技時間に達した場合、全員が表彰対象となり、推定回数が多い者を上位とする。
- 最大競技時間4時間の部門では達成者が複数いる場合その全員を優勝とする。最大競技時間8時間の部門では達成者が複数いる場合、推定回数が多い方を上位とする。
- 糸なしけん玉を使用してもよい。

ルール（幼児部門）
- 制限時間15分の間に何度でもリトライ可能とし、継続時間ではなく「最大回数」を記録とする。
- 糸なしけん玉を使用してもよい。

備考
有名な最高記録樹立者として、16年間破られることのなかった5時間3分（1984年）の鈴木一郎、のちに日本初のプロけん玉師となった7時間35分55秒（2000年）の伊藤佑介、同じくプロけん玉師となり事実上最高記録を持つ5大会連続8時間（2006～2010年）のしげきひろしがいる。

### 日本けん玉協会チーム戦 / 全日本マスターズけん玉道選手権大会
マスターズは2008年より創設。毎年1月に東京にて同日開催。

### 日本けん玉協会ジュニア杯争奪戦
小学生が技の精密性を競う総合得点制の大会。毎年1月または2月に開催。開催地は東京または大阪。日本けん玉協会杯争奪戦の内容を技の難易度を下げて小学生を対象に行う。

### 全日本クラス別けん玉道選手権大会 / 全日本けん玉パフォーマンス大会
毎年秋に同日開催。開催地は変動。

## けん玉の級位・段位の認定
けん玉の実技審査を行い、技量に応じて級段位を認定する。認定は協会が主催するけん玉教室などの認定会において、認定員（指導員ライセンス保持者）の前で規則に沿って行われる。級位は10～1級、段位は準初段・初段～十段まで。段位に関しては有料登録となる。
※段位は元々会員登録なしでは取得できなかったが、現在は非会員でも取得可能。ただし登録料が大きく異なっており、会員登録が推奨される意味合いが強い。

### 級の技について
- 各級位の取得には、表の行に記載されている数字の回数だけ技を成功させなければならない
- 試技は表の左側から順に行い、各技につき10回挑戦することができる
- 10級から1級まで続けて検定することができる
- 6級～2級のもしかめは必須ではないが、指導上取り入れることができる
- 1級についてはもしかめ50回以上の成功が必要で、2回挑戦することができる。なおすでに50回以上の公式記録を有している場合、これを免除される。
- もしかめは1分間に135回以上の速さで行わなければならない（1級のみ）

| No.  | 1    | 2    | 3    | 4        | 5        | 6      | 7        | 8        | 9        | 10   | 11           |
| ---- | ---- | ---- | ---- | -------- | -------- | ------ | -------- | -------- | -------- | ---- | ------------ |
| 種目 | 大皿 | 小皿 | 中皿 | ろうそく | とめけん | 飛行機 | ふりけん | 日本一周 | 世界一周 | 灯台 | もしかめ(回) |
| 10級 | 1    |      |      |          |          |        |          |          |          |      |              |
| 9級  | 2    | 1    |      |          |          |        |          |          |          |      |              |
| 8級  | 3    | 2    | 1    |          |          |        |          |          |          |      |              |
| 7級  |      | 3    | 2    | 1        |          |        |          |          |          |      |              |
| 6級  |      |      | 3    | 2        | 1        |        |          |          |          |      | (4)          |
| 5級  |      |      |      | 3        | 2        | 1      |          |          |          |      | (10)         |
| 4級  |      |      |      |          | 3        | 2      | 1        |          |          |      | (20)         |
| 3級  |      |      |      |          |          | 3      | 2        | 1        |          |      | (30)         |
| 2級  |      |      |      |          |          |        | 3        | 2        | 1        |      | (40)         |
| 1級  |      |      |      |          |          |        |          | 3        | 2        | 1    | 50           |

※昭和54年制定・平成19年5月13日改正

### 準初段の技について
- 準初段の取得には、表の行に記載されている数字の回数だけ技を成功させなければならない
- 試技は表の左側から順に行い、各技につき10回挑戦することができる
- 準初段についてはもしかめ100回以上の成功が必要で、挑戦できるのは1回のみ。なおすでに100回以上の公式記録を有している場合、これを免除される。
- もしかめは1分間に135回以上の速さで行わなければならない

| No.    | 1        | 2      | 3        | 4      | 5        | 6        | 7    | 8            | 9            |
| ------ | -------- | ------ | -------- | ------ | -------- | -------- | ---- | ------------ | ------------ |
| 種目   | とめけん | 飛行機 | ふりけん | 県一周 | 日本一周 | 世界一周 | 灯台 | けん先すべり | もしかめ(回) |
| 準初段 | 5        | 5      | 5        | 4      | 4        | 3        | 2    | 1            | 100          |

※平成3年制定・平成19年5月13日改正

### 段位の技について
- 段位の取得には、表の行に記載されている数字の回数だけ技を成功させなければならない
- 試技は表の左側から順に行い、各技につき10回挑戦することができる
- タイム競技Bは規定時間内に終了させる必要があり、2回挑戦することができる
- 段位についてはもしかめ規定回数以上の成功が必要で、挑戦できるのは1回のみ。なおすでに規定回以上の公式記録を有している場合、これを免除される。
- もしかめは1分間に135回以上の速さで行わなければならない
- 六段については技量を示すための自由種目を行う。自作の技を披露することが多く、2種目を各10回中1回成功させる。
- 段位については検定合格の上、登録料を協会本部に納入することで取得できる

| No.  | 1 | 2 | 3 | 4 | 5 | 6 | 7 | 8 | 9 | 10 | 11 | 12 | 13 | 14 | 15 | 16 | 17 | 18 | 19 | 20 |
| ---- | --- | --- | --- | --- | --- | --- | --- | --- | --- | --- | --- | --- | --- | --- | --- | --- | --- | --- | --- | --- |
| 種目 | 世界一周 | 灯台 | けん先すべり | 地球まわし | さか落とし | うらふりけん | 宇宙一周 | うぐいす | つるしとめけん | はねけん | 一回転飛行機 | 一回転灯台 | すべり止め極意 | うぐいすの谷渡り | 灯台とんぼ返り | つるし一回転飛行機 | 二回転灯台 | 自由種目 | タイム競技B(秒) | もしかめ(回) |
| 初段 | 4 | 4 | 3 | 3 | 2 | 2 | 1 | 1 | 1 | 1 | | | | | | | | | | 200 |
| 弐段 | 5 | 5 | 4 | 4 | 3 | 3 | 2 | 2 | 2 | 2 | | | | | | | | | | 300 |
| 参段 | | | 5 | 5 | 4 | 4 | 3 | 3 | 3 | 3 | 1 | 1 | | | | | | | 120 | 500 |
| 四段 | | | 6 | 6 | 5 | 5 | 4 | 4 | 4 | 4 | 2 | 2 | | | | | | | 60 | 1000 |
| 五段 | | | | | | | 6 | 6 | 6 | 6 | 4 | 4 | 3 | 3 | 2 | 2 | 1 | | 45 | |
| 六段 | | | | | | | 8 | 8 | 8 | 8 | 6 | 6 | 5 | 5 | 4 | 4 | 3 | ※ | | |
| 七段 | 「級・段位審査規定」第16条に基づき、指導者として長年にわたり活動し、かつ高度でオリジナルな技術を有し、指導者の育成に積極的な者に対し、一定の推薦手続きにより級・段位審査委員会の議を経て授与される。 | 「級・段位審査規定」第16条に基づき、指導者として長年にわたり活動し、かつ高度でオリジナルな技術を有し、指導者の育成に積極的な者に対し、一定の推薦手続きにより級・段位審査委員会の議を経て授与される。 | 「級・段位審査規定」第16条に基づき、指導者として長年にわたり活動し、かつ高度でオリジナルな技術を有し、指導者の育成に積極的な者に対し、一定の推薦手続きにより級・段位審査委員会の議を経て授与される。 | 「級・段位審査規定」第16条に基づき、指導者として長年にわたり活動し、かつ高度でオリジナルな技術を有し、指導者の育成に積極的な者に対し、一定の推薦手続きにより級・段位審査委員会の議を経て授与される。 | 「級・段位審査規定」第16条に基づき、指導者として長年にわたり活動し、かつ高度でオリジナルな技術を有し、指導者の育成に積極的な者に対し、一定の推薦手続きにより級・段位審査委員会の議を経て授与される。 | 「級・段位審査規定」第16条に基づき、指導者として長年にわたり活動し、かつ高度でオリジナルな技術を有し、指導者の育成に積極的な者に対し、一定の推薦手続きにより級・段位審査委員会の議を経て授与される。 | 「級・段位審査規定」第16条に基づき、指導者として長年にわたり活動し、かつ高度でオリジナルな技術を有し、指導者の育成に積極的な者に対し、一定の推薦手続きにより級・段位審査委員会の議を経て授与される。 | 「級・段位審査規定」第16条に基づき、指導者として長年にわたり活動し、かつ高度でオリジナルな技術を有し、指導者の育成に積極的な者に対し、一定の推薦手続きにより級・段位審査委員会の議を経て授与される。 | 「級・段位審査規定」第16条に基づき、指導者として長年にわたり活動し、かつ高度でオリジナルな技術を有し、指導者の育成に積極的な者に対し、一定の推薦手続きにより級・段位審査委員会の議を経て授与される。 | 「級・段位審査規定」第16条に基づき、指導者として長年にわたり活動し、かつ高度でオリジナルな技術を有し、指導者の育成に積極的な者に対し、一定の推薦手続きにより級・段位審査委員会の議を経て授与される。 | 「級・段位審査規定」第16条に基づき、指導者として長年にわたり活動し、かつ高度でオリジナルな技術を有し、指導者の育成に積極的な者に対し、一定の推薦手続きにより級・段位審査委員会の議を経て授与される。 | 「級・段位審査規定」第16条に基づき、指導者として長年にわたり活動し、かつ高度でオリジナルな技術を有し、指導者の育成に積極的な者に対し、一定の推薦手続きにより級・段位審査委員会の議を経て授与される。 | 「級・段位審査規定」第16条に基づき、指導者として長年にわたり活動し、かつ高度でオリジナルな技術を有し、指導者の育成に積極的な者に対し、一定の推薦手続きにより級・段位審査委員会の議を経て授与される。 | 「級・段位審査規定」第16条に基づき、指導者として長年にわたり活動し、かつ高度でオリジナルな技術を有し、指導者の育成に積極的な者に対し、一定の推薦手続きにより級・段位審査委員会の議を経て授与される。 | 「級・段位審査規定」第16条に基づき、指導者として長年にわたり活動し、かつ高度でオリジナルな技術を有し、指導者の育成に積極的な者に対し、一定の推薦手続きにより級・段位審査委員会の議を経て授与される。 | 「級・段位審査規定」第16条に基づき、指導者として長年にわたり活動し、かつ高度でオリジナルな技術を有し、指導者の育成に積極的な者に対し、一定の推薦手続きにより級・段位審査委員会の議を経て授与される。 | 「級・段位審査規定」第16条に基づき、指導者として長年にわたり活動し、かつ高度でオリジナルな技術を有し、指導者の育成に積極的な者に対し、一定の推薦手続きにより級・段位審査委員会の議を経て授与される。 | 「級・段位審査規定」第16条に基づき、指導者として長年にわたり活動し、かつ高度でオリジナルな技術を有し、指導者の育成に積極的な者に対し、一定の推薦手続きにより級・段位審査委員会の議を経て授与される。 | 「級・段位審査規定」第16条に基づき、指導者として長年にわたり活動し、かつ高度でオリジナルな技術を有し、指導者の育成に積極的な者に対し、一定の推薦手続きにより級・段位審査委員会の議を経て授与される。 | 「級・段位審査規定」第16条に基づき、指導者として長年にわたり活動し、かつ高度でオリジナルな技術を有し、指導者の育成に積極的な者に対し、一定の推薦手続きにより級・段位審査委員会の議を経て授与される。 |
| 八段 | 「級・段位審査規定」第16条に基づき、指導者として長年にわたり活動し、かつ高度でオリジナルな技術を有し、指導者の育成に積極的な者に対し、一定の推薦手続きにより級・段位審査委員会の議を経て授与される。 | 「級・段位審査規定」第16条に基づき、指導者として長年にわたり活動し、かつ高度でオリジナルな技術を有し、指導者の育成に積極的な者に対し、一定の推薦手続きにより級・段位審査委員会の議を経て授与される。 | 「級・段位審査規定」第16条に基づき、指導者として長年にわたり活動し、かつ高度でオリジナルな技術を有し、指導者の育成に積極的な者に対し、一定の推薦手続きにより級・段位審査委員会の議を経て授与される。 | 「級・段位審査規定」第16条に基づき、指導者として長年にわたり活動し、かつ高度でオリジナルな技術を有し、指導者の育成に積極的な者に対し、一定の推薦手続きにより級・段位審査委員会の議を経て授与される。 | 「級・段位審査規定」第16条に基づき、指導者として長年にわたり活動し、かつ高度でオリジナルな技術を有し、指導者の育成に積極的な者に対し、一定の推薦手続きにより級・段位審査委員会の議を経て授与される。 | 「級・段位審査規定」第16条に基づき、指導者として長年にわたり活動し、かつ高度でオリジナルな技術を有し、指導者の育成に積極的な者に対し、一定の推薦手続きにより級・段位審査委員会の議を経て授与される。 | 「級・段位審査規定」第16条に基づき、指導者として長年にわたり活動し、かつ高度でオリジナルな技術を有し、指導者の育成に積極的な者に対し、一定の推薦手続きにより級・段位審査委員会の議を経て授与される。 | 「級・段位審査規定」第16条に基づき、指導者として長年にわたり活動し、かつ高度でオリジナルな技術を有し、指導者の育成に積極的な者に対し、一定の推薦手続きにより級・段位審査委員会の議を経て授与される。 | 「級・段位審査規定」第16条に基づき、指導者として長年にわたり活動し、かつ高度でオリジナルな技術を有し、指導者の育成に積極的な者に対し、一定の推薦手続きにより級・段位審査委員会の議を経て授与される。 | 「級・段位審査規定」第16条に基づき、指導者として長年にわたり活動し、かつ高度でオリジナルな技術を有し、指導者の育成に積極的な者に対し、一定の推薦手続きにより級・段位審査委員会の議を経て授与される。 | 「級・段位審査規定」第16条に基づき、指導者として長年にわたり活動し、かつ高度でオリジナルな技術を有し、指導者の育成に積極的な者に対し、一定の推薦手続きにより級・段位審査委員会の議を経て授与される。 | 「級・段位審査規定」第16条に基づき、指導者として長年にわたり活動し、かつ高度でオリジナルな技術を有し、指導者の育成に積極的な者に対し、一定の推薦手続きにより級・段位審査委員会の議を経て授与される。 | 「級・段位審査規定」第16条に基づき、指導者として長年にわたり活動し、かつ高度でオリジナルな技術を有し、指導者の育成に積極的な者に対し、一定の推薦手続きにより級・段位審査委員会の議を経て授与される。 | 「級・段位審査規定」第16条に基づき、指導者として長年にわたり活動し、かつ高度でオリジナルな技術を有し、指導者の育成に積極的な者に対し、一定の推薦手続きにより級・段位審査委員会の議を経て授与される。 | 「級・段位審査規定」第16条に基づき、指導者として長年にわたり活動し、かつ高度でオリジナルな技術を有し、指導者の育成に積極的な者に対し、一定の推薦手続きにより級・段位審査委員会の議を経て授与される。 | 「級・段位審査規定」第16条に基づき、指導者として長年にわたり活動し、かつ高度でオリジナルな技術を有し、指導者の育成に積極的な者に対し、一定の推薦手続きにより級・段位審査委員会の議を経て授与される。 | 「級・段位審査規定」第16条に基づき、指導者として長年にわたり活動し、かつ高度でオリジナルな技術を有し、指導者の育成に積極的な者に対し、一定の推薦手続きにより級・段位審査委員会の議を経て授与される。 | 「級・段位審査規定」第16条に基づき、指導者として長年にわたり活動し、かつ高度でオリジナルな技術を有し、指導者の育成に積極的な者に対し、一定の推薦手続きにより級・段位審査委員会の議を経て授与される。 | 「級・段位審査規定」第16条に基づき、指導者として長年にわたり活動し、かつ高度でオリジナルな技術を有し、指導者の育成に積極的な者に対し、一定の推薦手続きにより級・段位審査委員会の議を経て授与される。 | 「級・段位審査規定」第16条に基づき、指導者として長年にわたり活動し、かつ高度でオリジナルな技術を有し、指導者の育成に積極的な者に対し、一定の推薦手続きにより級・段位審査委員会の議を経て授与される。 |
| 九段 | 「級・段位審査規定」第17条に基づき、人格、技量、識見が備わり、けん玉道の普及発展に貢献した者に対し、理事会の議を経て授与される。                                                                     | 「級・段位審査規定」第17条に基づき、人格、技量、識見が備わり、けん玉道の普及発展に貢献した者に対し、理事会の議を経て授与される。                                                                     | 「級・段位審査規定」第17条に基づき、人格、技量、識見が備わり、けん玉道の普及発展に貢献した者に対し、理事会の議を経て授与される。                                                                     | 「級・段位審査規定」第17条に基づき、人格、技量、識見が備わり、けん玉道の普及発展に貢献した者に対し、理事会の議を経て授与される。                                                                     | 「級・段位審査規定」第17条に基づき、人格、技量、識見が備わり、けん玉道の普及発展に貢献した者に対し、理事会の議を経て授与される。                                                                     | 「級・段位審査規定」第17条に基づき、人格、技量、識見が備わり、けん玉道の普及発展に貢献した者に対し、理事会の議を経て授与される。                                                                     | 「級・段位審査規定」第17条に基づき、人格、技量、識見が備わり、けん玉道の普及発展に貢献した者に対し、理事会の議を経て授与される。                                                                     | 「級・段位審査規定」第17条に基づき、人格、技量、識見が備わり、けん玉道の普及発展に貢献した者に対し、理事会の議を経て授与される。                                                                     | 「級・段位審査規定」第17条に基づき、人格、技量、識見が備わり、けん玉道の普及発展に貢献した者に対し、理事会の議を経て授与される。                                                                     | 「級・段位審査規定」第17条に基づき、人格、技量、識見が備わり、けん玉道の普及発展に貢献した者に対し、理事会の議を経て授与される。                                                                     | 「級・段位審査規定」第17条に基づき、人格、技量、識見が備わり、けん玉道の普及発展に貢献した者に対し、理事会の議を経て授与される。                                                                     | 「級・段位審査規定」第17条に基づき、人格、技量、識見が備わり、けん玉道の普及発展に貢献した者に対し、理事会の議を経て授与される。                                                                     | 「級・段位審査規定」第17条に基づき、人格、技量、識見が備わり、けん玉道の普及発展に貢献した者に対し、理事会の議を経て授与される。                                                                     | 「級・段位審査規定」第17条に基づき、人格、技量、識見が備わり、けん玉道の普及発展に貢献した者に対し、理事会の議を経て授与される。                                                                     | 「級・段位審査規定」第17条に基づき、人格、技量、識見が備わり、けん玉道の普及発展に貢献した者に対し、理事会の議を経て授与される。                                                                     | 「級・段位審査規定」第17条に基づき、人格、技量、識見が備わり、けん玉道の普及発展に貢献した者に対し、理事会の議を経て授与される。                                                                     | 「級・段位審査規定」第17条に基づき、人格、技量、識見が備わり、けん玉道の普及発展に貢献した者に対し、理事会の議を経て授与される。                                                                     | 「級・段位審査規定」第17条に基づき、人格、技量、識見が備わり、けん玉道の普及発展に貢献した者に対し、理事会の議を経て授与される。                                                                     | 「級・段位審査規定」第17条に基づき、人格、技量、識見が備わり、けん玉道の普及発展に貢献した者に対し、理事会の議を経て授与される。                                                                     | 「級・段位審査規定」第17条に基づき、人格、技量、識見が備わり、けん玉道の普及発展に貢献した者に対し、理事会の議を経て授与される。                                                                     |
| 十段 | 「級・段位審査規定」第17条に基づき、人格、技量、識見が備わり、けん玉道の普及発展に貢献した者に対し、理事会の議を経て授与される。                                                                     | 「級・段位審査規定」第17条に基づき、人格、技量、識見が備わり、けん玉道の普及発展に貢献した者に対し、理事会の議を経て授与される。                                                                     | 「級・段位審査規定」第17条に基づき、人格、技量、識見が備わり、けん玉道の普及発展に貢献した者に対し、理事会の議を経て授与される。                                                                     | 「級・段位審査規定」第17条に基づき、人格、技量、識見が備わり、けん玉道の普及発展に貢献した者に対し、理事会の議を経て授与される。                                                                     | 「級・段位審査規定」第17条に基づき、人格、技量、識見が備わり、けん玉道の普及発展に貢献した者に対し、理事会の議を経て授与される。                                                                     | 「級・段位審査規定」第17条に基づき、人格、技量、識見が備わり、けん玉道の普及発展に貢献した者に対し、理事会の議を経て授与される。                                                                     | 「級・段位審査規定」第17条に基づき、人格、技量、識見が備わり、けん玉道の普及発展に貢献した者に対し、理事会の議を経て授与される。                                                                     | 「級・段位審査規定」第17条に基づき、人格、技量、識見が備わり、けん玉道の普及発展に貢献した者に対し、理事会の議を経て授与される。                                                                     | 「級・段位審査規定」第17条に基づき、人格、技量、識見が備わり、けん玉道の普及発展に貢献した者に対し、理事会の議を経て授与される。                                                                     | 「級・段位審査規定」第17条に基づき、人格、技量、識見が備わり、けん玉道の普及発展に貢献した者に対し、理事会の議を経て授与される。                                                                     | 「級・段位審査規定」第17条に基づき、人格、技量、識見が備わり、けん玉道の普及発展に貢献した者に対し、理事会の議を経て授与される。                                                                     | 「級・段位審査規定」第17条に基づき、人格、技量、識見が備わり、けん玉道の普及発展に貢献した者に対し、理事会の議を経て授与される。                                                                     | 「級・段位審査規定」第17条に基づき、人格、技量、識見が備わり、けん玉道の普及発展に貢献した者に対し、理事会の議を経て授与される。                                                                     | 「級・段位審査規定」第17条に基づき、人格、技量、識見が備わり、けん玉道の普及発展に貢献した者に対し、理事会の議を経て授与される。                                                                     | 「級・段位審査規定」第17条に基づき、人格、技量、識見が備わり、けん玉道の普及発展に貢献した者に対し、理事会の議を経て授与される。                                                                     | 「級・段位審査規定」第17条に基づき、人格、技量、識見が備わり、けん玉道の普及発展に貢献した者に対し、理事会の議を経て授与される。                                                                     | 「級・段位審査規定」第17条に基づき、人格、技量、識見が備わり、けん玉道の普及発展に貢献した者に対し、理事会の議を経て授与される。                                                                     | 「級・段位審査規定」第17条に基づき、人格、技量、識見が備わり、けん玉道の普及発展に貢献した者に対し、理事会の議を経て授与される。                                                                     | 「級・段位審査規定」第17条に基づき、人格、技量、識見が備わり、けん玉道の普及発展に貢献した者に対し、理事会の議を経て授与される。                                                                     | 「級・段位審査規定」第17条に基づき、人格、技量、識見が備わり、けん玉道の普及発展に貢献した者に対し、理事会の議を経て授与される。                                                                     |

※昭和52年制定・平成19年5月13日改正

### タイム競技Bについて
参段・四段・五段の検定については、決められた技10種を制限時間以内に行うタイムアタック種目が存在する。
下の表の技を順番に行い、途中で失敗しても何度でもやり直すことができる。
| 順番 | 種目名         | 技の解説                                     | 通常のやり方との違い                   |
| ---- | -------------- | -------------------------------------------- | -------------------------------------- |
| 1    | 前ふりろうそく | ろうそくの際、玉を前に振り出して中皿に乗せる |                                        |
| 2    | 県一周         | 中皿～けん                                   |                                        |
| 3    | 日本一周×2     | 小皿～大皿～けん                             | 1回目から2回目に移る時、玉は降ろさない |
| 4    | 世界一周×2     | 小皿～大皿～中皿～けん                       | 1回目から2回目に移る時、玉は降ろさない |
| 5    | ヨーロッパ一周 | 小皿～けん～大皿～けん～中皿～けん           |                                        |
| 6    | 地球まわし     | ふりけん～玉を空中で一回転して刺す           |                                        |
| 7    | うぐいす～けん | 大皿のふちに玉を乗せ、けんに刺す             | うぐいすの後、3秒静止させる必要はない  |
| 8    | はねけん       | 飛行機～けんを空中で一回転して刺す           |                                        |
| 9    | 一回転飛行機   | 飛行機でけんを振り出す際、一回転して玉に刺す |                                        |
| 10   | さか落とし     | 灯台～けんを空中で逆さにして玉に刺す         | 灯台の後、3秒静止させる必要はない      |

### 級位・段位の取得条件
- 準初段までの検定は推奨品のけん玉を使用できるが、初段以上の検定は認定品を使用しなくてはならない
- 認定品であれば種目によって違うけん玉を使用することは認められている
- 級位については一度に1級まで飛び級できるが、段位は一度に昇段することはできない
- 初～五段への昇段は、現在の段位取得（登録料の振込）から1ヶ月が経過していなければならない
- 六～八段への昇段は、現有段位を取得から1年経過して経過し、六段は20歳以上、七段は30歳以上、八段は40歳以上でなければならない
- 六段に関しては技量審査に加え総合審査が必要になる
- 七段以上に関しては顕著な実績がなければ授与されない名誉段位となる

### オンラインけん玉認定試験
新型コロナウイルスが蔓延した2020年より、オンラインによるけん玉検定を行っている。ただし対象は級位と準初段のみであり、初段以上は認められない。
オンラインツールは特に問わない。小学生以下の場合は保護者同伴。審査員からけん玉が見えなくなった場合は失敗判定となる。
※コロナ禍突入当初はけん玉教室が開催できないなどの事情があり約2ヶ月間の臨時対応としていたが、のちに正式にオンライン審査を導入したものである

### 段位取得の最年少ギネス記録
初段が4歳30日、五段が4歳290日である。両方とも徳島けん玉道場出身の田崎信隆が保有している。

### GLOKENのけん玉検定との違い
一般的に「けん玉検定」と呼ばれるものは、「日本けん玉協会」の監修する級位・段位の認定試験を刺すものと、グローバルけん玉ネットワーク（GLOKEN）の監修するものの2つが存在するが、正確には後者を指す。
日本けん玉協会の級段位審査が、10級～準初段～十段の21階級を示すのに対し、GLOKENの「けん玉検定」はクラスを5段階に分け、それぞれに3級・2級・1級を設ける15階級である。
協会の級段位審査は技を10回中指定回数成功させ、場合によってタイム競技B・もしかめ回数を審査するのに対し、GLOKENの「けん玉検定」は5つの技を各5回中1回成功させることを目指す。

## 全国のけん玉団体の統括について
情報の管理は各エリアのブロックを通して行う。
　全国各地の「けん玉教室」や「けん玉道場」は、会員登録や段位申請は日本けん玉協会本部に対して直接行うが、全国大会の手続きなどはすべて地方ブロックに対して行うことになる。なお各ブロックごとに「ブロック長」を、各都道府県ごとに「支部長」を置く。
　全国各地のけん玉団体は地方の有志の人間が発足させることが多く、ほとんどの場合本部が人員を配置するわけではない。その活動内容や活動日数も様々で、けん玉道の精神のもとに本格的に有段者を育てる所もあれば、幼保園や学童保育を訪問してけん玉の基礎を広く普及する所、参加者を招いて自由にけん玉を楽しむだけの所もある。組織規模においても各地で差異があり運営方法についても各団体に委ねる形になるため、各団体の詳細を本部が直接管理しているわけではない。

## けん玉道とストリートけん玉
2012年のけん玉の海外ブーム以降、けん玉のプレイスタイルとして「けん玉道」と「ストリート」という2つのジャンルが並立する。この2つはコンセプトが大きく異なっており、重視される技やコミュニティの在り方にも差異が見られる。

### けん玉道
- けん玉を武道として捉え、礼節を重んじ、試合は厳粛に行う。
- 使用するけん玉は基本的に日本けん玉協会認定品に限る。
- けん玉の正しい作法を設け、低～中難易度の技を正確に決めることを重視する。
- けん玉に触れたことがない低年齢層や初心者が指導を受ける機会を設け、基礎的な動作や知識を正確に学ぶことに向く。
- もしかめや静止系の技を重要な技術として扱う傾向がある。
- 参加者の多くが低年齢層となることからメディアやSNSでの露出が難しく、外部の人間に中身が見えづらい側面がある。

### ストリート
- けん玉を遊びの一環として捉え、パフォーマンスとして野外でも楽しめるスタイルを目的とする。
- 海外との交流を背景に置いており、異なる文化・異なる思想が一緒になってけん玉を楽しむことを目指す。
- 使用するけん玉はあまり制限がないため、海外製を含む様々なブランドのけん玉が注目される。
- プレイスタイルに捕らわれず、比較的高難度の技を連続して披露していくことが好まれる。
- それまで協会系においては使用されなかった「フリップ」「ジャグ」「インスタ」といった高等技術を重要な技術として扱う傾向がある。
- 音楽やトークを交えることができ、ネット露出がしやすく発信力に優れる。
- けん玉道とは対照的にある適度のスキルを有している必要があるため、中上級者でなければ本格的に手が出しにくい側面がある。